# Theotima mbamensis
Theotima mbamensis är en spindelart som beskrevs av Léon Baert 1985. Theotima mbamensis ingår i släktet Theotima och familjen Ochyroceratidae.
Artens utbredningsområde är Kamerun. Inga underarter finns listade i Catalogue of Life.